# Micraster leskei
Espèce
Synonymes
- Spatangus leskei  Des Moulins, 1837 (protonyme)

Micraster leskei  est une espèce éteinte d'oursins de la famille des Micrasteridae et du genre Micraster, elle date du Crétacé supérieur.

## Morphologie
« Coquille ovale, oblongue, plus longue large, élargie et sinueuse en avant très-rétrécie et tronquée en arrière, dont la hauteur est des 65 centièmes de la longueur, et dont le grand diamètre transversal est aux deux septièmes antérieur. Dessus arrondi en avant, et de là décrivant une courbe régulière, jusqu'à l'aréa anale tronquée verticalement. Le sommet est juste au milieu de la longueur, et la partie la plus haute est en arrière du sommet. Le pourtour arrondi montre sa plus grande convexité à la base. Dessous peu convexe, seulement renflé en toit au milieu de la région postérieure. Sillon assez creusé près du sommet, mais peu profond de là jusqu'à la bouche. Bouche bilobée, placée aux deux septièmes antérieurs. Anus ovale, longitudinal, placé au sommet d'un aréa ovale, marquée autour de légères protubérances. Ambulacre impair aussi large et aussi profond que les autres, droit, formé de zones étroites, composées de pores ovales par paires obliques. Ambulacres pairs très inégaux, courts proportionnellement à l'ensemble, peu creusés, formés de zones très légèrement inégales, dont l'intervalle bien plus large que les zones, est lisse ou seulement pourvue de granules très petits sans protubérance. Les pores sont ovales, transverses, peu conjugués et munis de granules en dessus. Tubercules inégaux, plus gros en dessous. Le fasciole est étroit, un peu carré comme celui du Micraster coranguinum. »

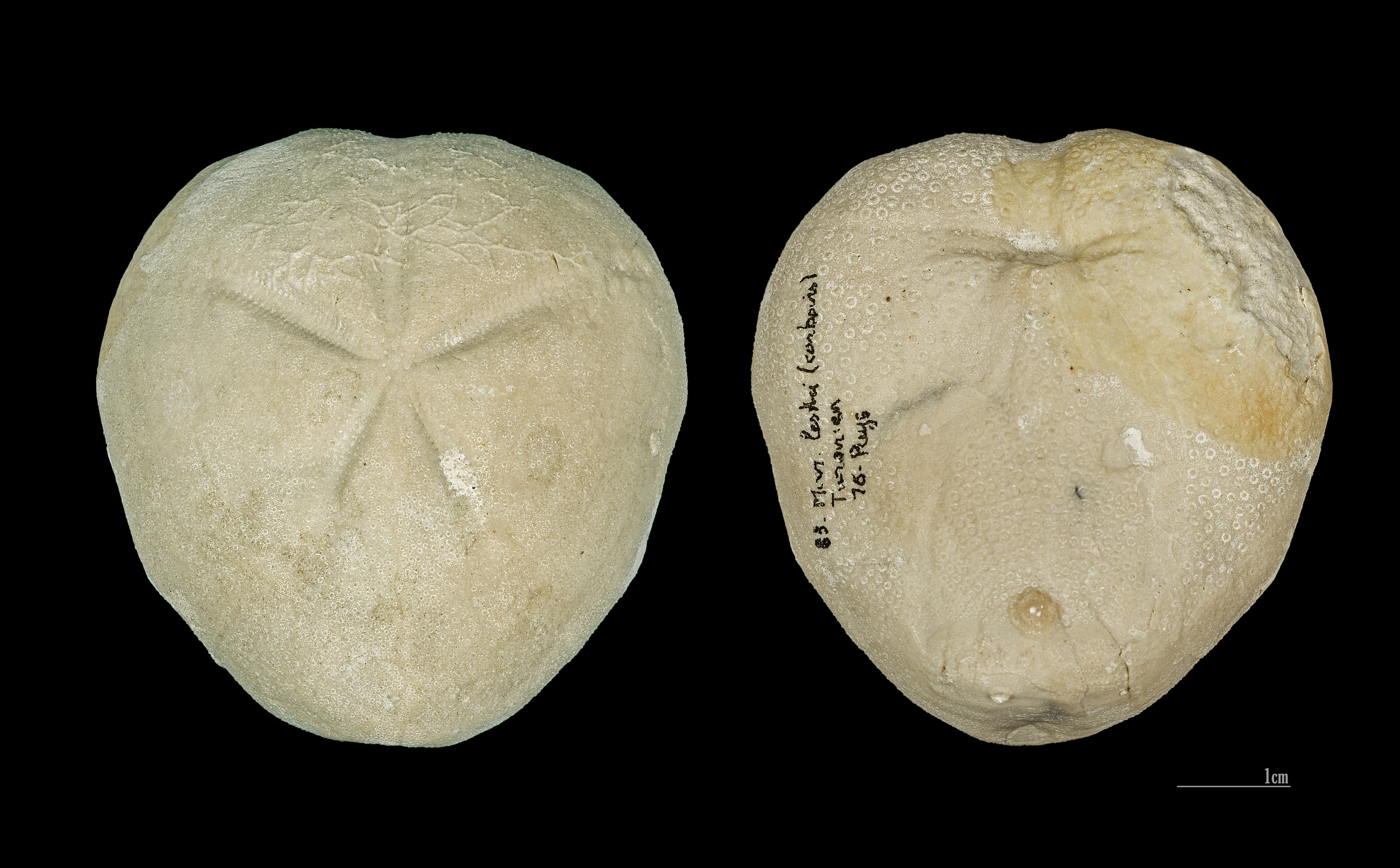
Micraster leskei  Turonien du Puys (Dieppe) Muséum de Toulouse

## Stratigraphie
Extension stratigraphique : de la partie supérieure du Turonien (ex-Angoumien) au Coniacien.

## Systématique
L'espèce Micraster leskei  a été décrite par le paléontologue français Charles Robert Alexandre Des Moulins en 1837, sous le nom initial de Spatangus leskei .